# Imanol Ordorika
Imanol Ordorika Sacristán (Ciudad de México, 31 de octubre de 1958) es un líder estudiantil, activista político y académico mexicano. Fue uno de los organizadores y dirigentes, junto con Antonio Santos Romero y Carlos Imaz Gispert , del Consejo Estudiantil Universitario en la Universidad Nacional Autónoma de México (UNAM) durante las movilizaciones que culminaron con la huelga estudiantil de 1987. Fundador del Partido de la Revolución Democrática (PRD) del que fue militante hasta 2001. Profesor de ciencias sociales y de educación en la UNAM. Colaborador de diversos medios de comunicación escritos y electrónicos, principalmente del diario La Jornada.

## Biografía
Es hijo de Imanol Ordorika Bengoechea y de María Josefa Sacristán. Nieto del político y economista Antonio Sacristán Colás. Sus abuelos y sus padres llegaron a México como refugiados de la guerra civil española. Inmerso en el ambiente de una familia progresista, se formó en los ideales humanistas de la izquierda republicana española, de la Revolución Cubana, y del movimiento estudiantil mexicano de 1968.[cita requerida]

## Activismo estudiantil y participación universitaria
Ordorika Sacristán obtuvo la licenciatura en física en la Facultad de Ciencias (UNAM), en 1991. En sus años de estudiante inició su militancia en la izquierda revolucionaria mexicana, participando en el Comité Estudiantil de Solidaridad Obrero Campesina y como miembro de la Revista Punto Crítico, fundada por líderes del movimiento estudiantil de 1968. Más tarde funda la organización Convergencia Comunista 7 de enero.
Posteriormente adquiere notoriedad como representante estudiantil ante el Consejo Universitario, máximo órgano de dirección de la UNAM, donde mantuvo una línea política en defensa de los postulados de la educación superior pública, los derechos estudiantiles y la democratización de la universidad.
Como parte del movimiento estudiantil en la UNAM, Ordorika enfrentó las políticas de ajuste estructural que el gobierno mexicano y las autoridades universitarias intentaban imponer en la educación. En particular rechazó el aumento a las cuotas y colegiaturas, los criterios excluyentes de selección de estudiantes, y los exámenes departamentales propuestos por el rector Jorge Carpizo MacGregor en la UNAM. Impugnó la imposición de estas medidas en la sesión del Consejo Universitario del 11 y 12 de septiembre de 1986, en donde advirtió volveremos y seremos miles, citando la frase atribuida a Espartaco, para convocar a una amplia movilización estudiantil de rechazo al proyecto restrictivo impulsado por el Rector.
Con este propósito encabezó la formación del Consejo Estudiantil Universitario, el 31 de octubre de 1986. Ordorika participó en el debate público entre los representantes de la Rectoría y los líderes estudiantiles en el auditorio “Che” Guevara/Justo Sierra, transmitidos en vivo por las frecuencias de Radio Universidad y ampliamente reseñados en la prensa escrita en enero de 1987. Durante la huelga estudiantil, en febrero de ese año, fue uno de los principales voceros del CEU, hasta que el llamado Plan Carpizo fue suspendido y se conquistó la demanda estudiantil de realizar un Congreso Universitario democrático para la reforma de la UNAM.
De 1988 a 1990 fue representante estudiantil ante la Comisión Organizadora del Congreso Universitario (COCU) en esta universidad. En 1990, fue elegido representante de los académicos del Instituto de Investigaciones Económicas (IIEc) de la UNAM ante dicho Congreso. Su participación en el Congreso Universitario fue muy destacada. Protagonizó uno de los debates centrales del mismo, sobre la Ley Orgánica de la UNAM, en una polémica con José Narro Robles, rector de esta casa de estudios (2007-2015).
De 2002 a 2006 fue representante del personal académico del IIEc ante el Consejo Universitario de la UNAM.

## Política nacional
En 1988 Imanol Ordorika, Antonio Santos y Carlos Imaz Gispert encabezaron el movimiento de apoyo de los estudiantes de la Universidad a la campaña presidencial de Cuauhtémoc Cárdenas, quien enfrentaba a Carlos Salinas del Partido Revolucionario Institucional. Con este fin crearon el Movimiento al Socialismo (MAS) en el que participaron universitarios, intelectuales y activistas como Adolfo Gilly, Salvador Martínez della Rocca (el Pino), Enrique González Rojo y Raúl Álvarez Garín, entre otros. En 1989 participó en la conformación del Partido de la Revolución Democrática (PRD), encabezado por Cuauhtémoc Cárdenas Solórzano.
Durante las elecciones presidenciales de 2000 Ordorika fue designado vocero y coordinador de medios del candidato de la izquierda Cuauhtémoc Cárdenas. Después de las elecciones federales y del Congreso Nacional del PRD de 2001 abandonó  este partido, ejerciendo una dura crítica en contra del pragmatismo, las prácticas burocráticas, la corrupción y las posiciones políticas oportunistas de este organismo político.
Imanol Ordorika participa frecuentemente en el debate político contemporáneo como analista y como colaborador del diario La Jornada, entre otros medios escritos y electrónicos.

## Actividad académica
Ordorika obtuvo grados de maestría en educación (1993) y en sociología (1998) y el doctorado en ciencias sociales y educación (1999) en la Universidad de Stanford, Estados Unidos. En 1989 inició sus actividades como académico en el Instituto de Investigaciones Económicas (IIEc) de la UNAM. Se ha desempeñado como académico de tiempo completo en la UNAM desde 1992 y obtuvo la categoría de investigador titular en 2002.
Sus trabajos de investigación abordan la temática de las relaciones de poder y política en las instituciones educativas, los recientes movimientos estudiantiles de México, así como el estudio de las políticas públicas y el impacto de la globalización en las instituciones de educación superior. Sobre estos temas ha publicado diversos libros, capítulos de libros y artículos académicos en México y en el extranjero.
Más recientemente ha coordinado un equipo de trabajo, al frente de la Dirección General de Evaluación Institucional de la UNAM, para desarrollar el Estudio Comparativo de las Universidades Mexicanas (EXECUM) y de su explorador en línea ExECUM. Partiendo de una crítica a las limitaciones y problemas de los sistemas de clasificación y los ranking de universidades, en este proyecto se sistematizan datos básicos de universidades, y otras instituciones de investigación, mexicanas para posibilitar la elaboración de análisis comparativos en diversos rubros. Al frente de esta Dirección ha sido promotor, organizador y coordinador académico del encuentro Las Universidades latinoamericanas ante los Rankings Internacionales: Impactos, Alcances y Límites, así como creador del programa Toda la UNAM en Línea.
Imanol Ordorika ha sido reconocido como un especialista de autoridad internacional en el tema de educación superior. Desde 1999 ha sido integrante del Sistema Nacional de Investigadores en el que actualmente ocupa el nivel III. Ha sido invitado a participar como conferencista magistral en eventos académicos nacionales e internacionales entre los que destacan la UNESCO, la Association for the Study of Higher Education (ASHE) y la American Educational Research Association (AERA). En 2004 recibió la Frank Talbott Jr. Visiting University Chair de la Universidad de Virginia. En 2006 fue distinguido con la Alfonso Reyes Chaire des Etudes Mexicaines de la Universidad de París III Sorbonne Nouvelle. En 2017 fue nombrado  Distinguished Visiting Profesor de la University of Johannesburg. Ha sido integrante de los comités editoriales del Journal of Higher Education y la Revista Mexicana de Investigación Educativa y actualmente es miembro de los comités de Higher Education y de Education Policy Analysis Archives. Desde octubre de 2014, funge como Director de la Revista de la Educación Superior publicada por la Asociación Nacional de Universidades e Instituciones de Educación Superior de México.

## Libros
- Lloyd, Marion y Ordorika, Imanol (2021), La educación superior en tiempos de COVID-19: lecciones internacionales y propuestas de transformación para la pospandemia, UNAM: DGEI, SDI, PUEES, Ciudad de México, ISBN: 9786073054379.

- Ordorika, I., Rodríguez, R. y Gil Antón, M. (Coords.), (2019), Cien años de movimientos estudiantiles, Programa Universitario de Estudios sobre Educación Superior / Universidad Nacional Autónoma de México, Ciudad de México, ISBN: 978-607-30-2918-6.

- Ordorika, Imanol., Rodríguez, Roberto. y Lozano, Francisco J., (2019) La investigación en la UNAM: Facultades, escuelas y unidades multidisciplinarias 2013-2017. Universidad Nacional Autónoma de México, Ciudad de México, ISBN: 978-607-30-2566-9.

- Ordorika, Imanol., Rodríguez, Roberto. y Lozano, Francisco J., (2019) La investigación en la UNAM: Humanidades 2013-2017. Universidad Nacional Autónoma de México, Ciudad de México, ISBN: 978-607-30-2424-2.

- Ordorika, Imanol., Rodríguez, Roberto. y Lozano, Francisco J., (2019) La investigación en la UNAM: Ciencias 2013-2017. Universidad Nacional Autónoma de México, Ciudad de México, ISBN: 978-607-30-2211-8.

- Marion Lloyd, Imanol Ordorika, Roberto Rodríguez-Gómez, Jorge Martínez Stack (2018), La complejidad del logro académico, Estudio comparativo sobre la Universidad Nacional Autónoma de México y la Universidad de São Paulo. 12/2018; Seminario de Educación Superior, UNAM., ISBN: 978-607-30-1250-8

- Pusser, B., Marginson, S., Kempner, K. y Ordorika, I. (Eds.), (2011), Universities and the Public Sphere: Knowledge creation and state building in the era of globalization, Routledge-Taylor and Francis, New York, NY. ISBN 978-0415878470.

- Marginson, S. y Ordorika, I., (2010), Hegemonía en la era del conocimiento: competencia global en la educación superior y la investigación científica, México, DF, Seminario de Educación Superior-UNAM

- Pusser, B., Ordorika, I.y Kempner, K. (Eds.), (2010), Comparative Education (2a edición). ASHE Reader Series on Higher Education, Boston, MA. Pearson Learning Solutions. ISBN 978-0-558-50752-7.

- Ordorika, I.y Rodríguez, R.(Coords.), (2010), Evaluación institucional en la UNAM: primer volumen (2009). Universidad Nacional Autónoma de México. México, DF. ISBN 978-607-021452-3.

- Ordorika, I., López R., (2007), Política Azul y Oro: Historias orales, relaciones de poder y disputa universitaria, México, DF, Seminario de Educación Superior-UNAM / Plaza y Valdés.

- Ordorika, I. (2006), La disputa por el campus: Poder, política y autonomía en la UNAM, México, DF, Seminario de Educación Superior-UNAM / CESU-UNAM / Plaza y Valdés.

- Ordorika, I. (Ed.), (2004), La academia en jaque: Perspectivas políticas sobre la evaluación de la educación superior en México, México, DF, Seminario de Educación Superior-UNAM/CRIM-UNAM / Grupo Editorial Miguel Ángel Porrua.

- Ordorika, I. (2003), Power and Politics in University Governance: Organization and Change at the Universidad Nacional Autónoma de México, New York, NY, Routledge Falmer.

- Martínez Della Rocca, S. y Ordorika, I., (1993), UNAM, espejo del mejor México posible: la universidad en el contexto educativo nacional, México, DF, Ediciones Era.